# Aka minuta
Aka minuta är en svampdjursart som beskrevs av Thomas 1973. Aka minuta ingår i släktet Aka och familjen Phloeodictyidae. Inga underarter finns listade i Catalogue of Life.